# ESPN Films
ESPN Films (anteriormente conocida como ESPN Original Entertainment) es una productora estadounidense que produce y distribuye películas y documentales deportivos. Es propiedad de ESPN Inc., una empresa conjunta entre The Walt Disney Company (que posee una participación de control del 80%) y Hearst Communications (que posee el 20% restante).
Creada en 2001 como ESPN Original Entertainment, ESPN Films produce películas que cubren historias relacionadas con los deportes. Los proyectos de la subsidiaria incluyen 30 for 30 (y sus derivados 30 for 30: Soccer Stories y la serie digital 30 for 30 Shorts), la aclamada serie Nine for IX y SEC Storied.

## Historia
ESPN Films remonta su historia a 2001, cuando ESPN Inc. Formó ESPN Original Entertainment, una división de programación que produjo varios programas de entrevistas, series, documentales y películas para televisión que se emitieron en ESPN y sus cadenas relacionadas. La subsidiaria dejó de operar durante varios meses a partir de 2007. El logotipo de la compañía no apareció como una tarjeta personalizada en ningún programa de ESPN, con la excepción del programa de entrevistas diario Jim Rome is Burning.
El 3 de marzo de 2008, ESPN anunció que relanzaría la unidad como ESPN Films. Bajo la reestructuración, ESPN Films comenzó a producir proyectos para estreno en cines además de televisión; la matriz corporativa mayoritaria, The Walt Disney Company, tiene el derecho de tanteo en todos los proyectos. Además, ESPN anunció una nueva alianza con la Creative Artists Agency, que entre sus diversos clientes, representa a atletas como LeBron James, David Beckham y Peyton Manning.
La primera producción bajo el nombre de ESPN Films fue Black Magic, un documental de cuatro horas que se estrenó en ESPN sin interrupción comercial durante dos noches consecutivas a partir del 16 de marzo de 2008. La película, que ganó un premio Peabody en 2009, trata sobre la historia del baloncesto jugado en escuelas y universidades históricamente negras. La primera película teatral de la compañía fue X Games 3D: The Movie, que se estrenó el 21 de agosto de 2009.
El 6 de octubre de 2009, ESPN estrenó 30 for 30, una serie de 30 horas producida por ESPN Films que debutó en conmemoración del 30 aniversario del lanzamiento de la cadena de cable. Entre los que participaron en el proyecto se encontraban Spike Lee, Richard Linklater, Barry Levinson y Mike Tollin. La serie, que ganó los premios Peabody y Producer's Guild Awards y fue nominada a un Emmy, presentó reflexiones reflexivas e innovadoras sobre las tres décadas anteriores en los deportes contadas a través de una diversa gama de fanáticos del deporte y comentaristas sociales. La reacción positiva tanto de los críticos como de los espectadores condujo a un spin-off 30 for 30: Volume II. ESPN se llevó su primer Premio de la Academia cuando O.J.: Made in America ganó en la categoría de Mejor Documental en los Oscar de 2017.

## Lista de producciones de ESPN Original Entertainment/ESPN Films

### Programas de entrevistas
- Around the Horn (2002–presente)
- Cold Pizza (2003–2007; ahora conocido como 'ESPN First Take)
- ESPN Hollywood (2005–2006)
- The Fantasy Show (2006)
- Jim Rome Is Burning] (2003–2012)
- Pardon the Interruption (2001–presente)
- Quite Frankly with Stephen A. Smith (2005–2007)
- SportsCenter (1988–present)

### Series
- Playmakers (2003)
- Tilt (2005)

### Miniseries
- The Bronx is Burning (2007)
- The Captain (2022)

### Eventos
- ESPY Awards (1993–presente)
- X Games (1995–present)
- Winter X Games (1997–presente)
- World Series of Poker (1988–presente)

### Realitys
- Battle of the Gridiron Stars (2005–presente)
- Bonds on Bonds (2006)
- Bound for Glory (2005)
- It's The Shoes
- Madden Nation (2005–presente)
- Knight School (2006)
- Streetball
- The Contender (2006–presente)
- The Life

### Progrmaas de juegos
- Stump the Schwab (2004–2006)
- 2 Minute Drill (2000–2002)

### Documentales
- Once in a Lifetime: The Extraordinary Story of the New York Cosmos (2006)
- Through the Fire (2005)
- Kobe Doin' Work (2009)
- 30 for 30 (2009–2010, 2012–presente)
- Wendell Scott: A Race Story (2011)
- ESPN Films Presents (2011–2012)
- Nine for IX (2013)
- O.J.: Made in America (2016)
- Baltimore Boys (2017)
- The Last Dance (2020)

### Películas
- 3: The Dale Earnhardt Story (2004)
- A Season on the Brink (2002)
- Code Breakers (2005)
- Hustle (2004)
- Ruffian (2007)
- 'Junction Boys (2002)
- Four Minutes (2005)
- X Games 3D: The Movie (2009)
- Lombardi (2010 o 2011; producida en conjunto con NFL Films)
- Keepers of the Streak (2015)
- Queen of Katwe (2016; producida con Walt Disney Pictures)[5]
- Golpeadores del mundo (2017)[6]
- 144 (2021)
- Betsy e Irv (2022; corto)